# غابرييل ليما
غابرييل ليما (بالبرتغالية: Gabriel Lima‏) (ولد في 13 يونيو 1978) هو لاعب كرة قدم برازيلي سابق لعب كمهاجم.

## المسيرة الرياضية
خلال مسيرته الرياضية لعب ليما لصالح أيب بافوس وألكي لارناكا في قبرص. سبق له اللعب في قطر بعقد قيمته 200 ألف دولار أمريكي مع الأهلي. كان آخر فريق معروف له هو هبوعيل رعنانا في الدوري الإسرائيلي.
حقق إنجازه الأكثر إبهارًا خلال موسم 2003-04 مع اتحاد أبناء سخنين حيث قاد النادي إلى لقب تاريخي لكأس إسرائيل وفي بطولة الدوري سجل سبعة أهداف وصنع ثمانية أهداف في ثلاثين مباراة.